# Hegyesd
Hegyesd község Veszprém vármegyében, a Tapolcai járásban. A település eredetileg Szent István magyar király korától az 1950-es megyerendezésig Zala vármegyéhez tartozott.

## Fekvése
A Tapolcai-medence és a Déli-Bakony találkozásánál, az Eger-víz mellett helyezkedik el.
A közvetlenül határos települések: északkelet felől Monostorapáti, délkelet felől Szentbékkálla, dél felől Mindszentkálla, délnyugat felől Diszel (Tapolca része), északnyugat felől pedig Sáska. Nyugat felől a legközelebbi település Zalahaláp, de a közigazgatási területeik nem érintkeznek.

### Megközelítése
Csak közúton érhető el, a 77-es főút felől a 73 136-os számú mellékúton, Zalahaláp felől pedig egy önkormányzati úton.

## Története
Hegyesd (Hegyösd) nevét a fölötte emelkedő várral együtt 1329-ben említette oklevél Castellanus (regis) de Hygusd néven.

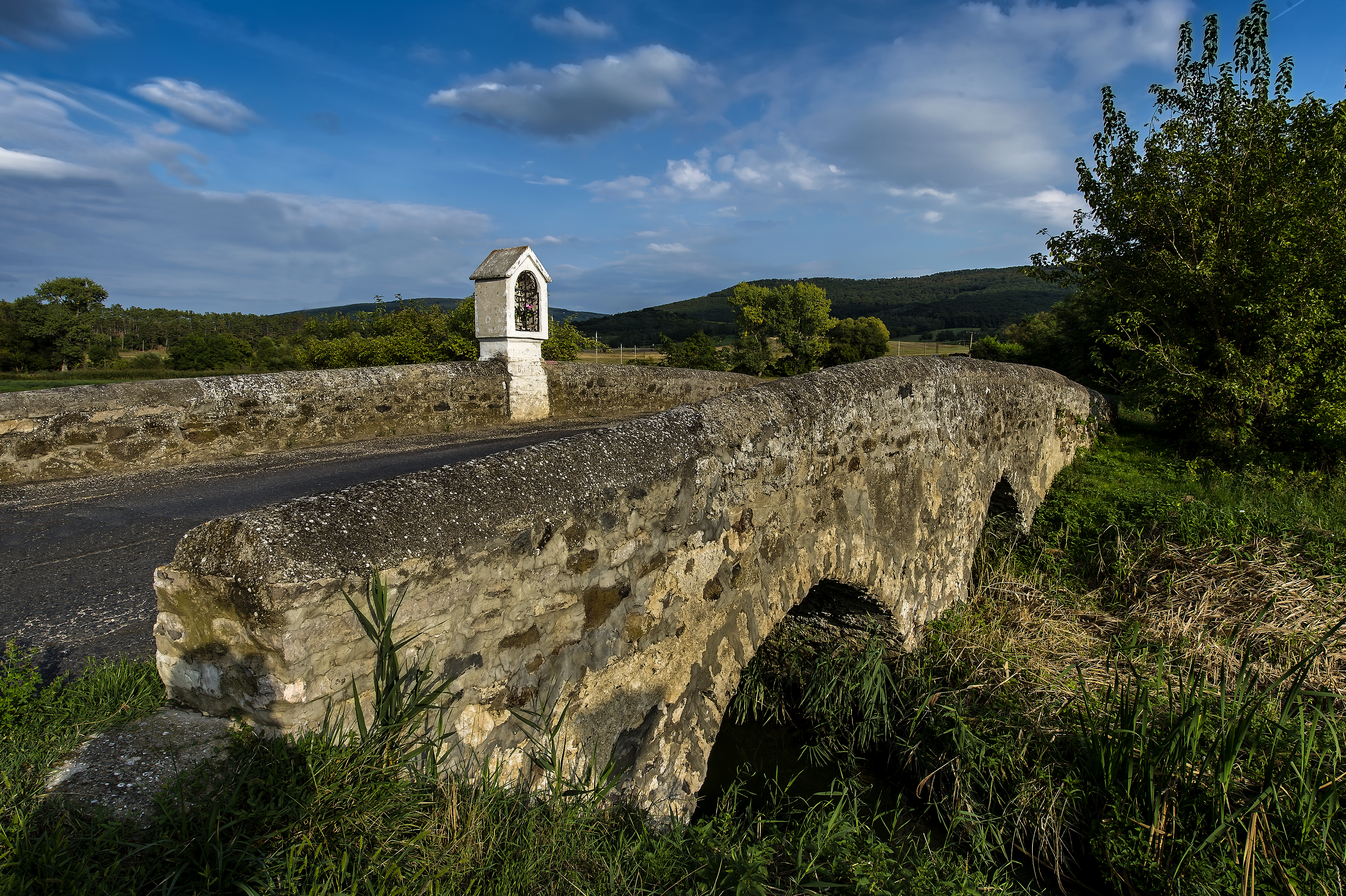
19. századi kőhíd

1337-ben az Ákos nemzetségből származó Mikcs bán utódainak, a Peleskeieknek a birtokai közé tartozott. 1389-ben Peleskei László Sára nevű leányának ítélték, 1398-ban azonban már új birtokosa volt: (felső) Lendvai Herczeg (Szécsi) Péter birtokaként említették, a vár és Páka helység Szécsényi Frank feleségéé és felső Lindvai Herczeg (Szécsi) Péteré. 1426-ban e Péter leánya Anna kapta királyi adományul Páka várossal és tartozékaival együtt. Anna előbb Szécsényi Kónya László, majd 1424-től Perényi Péter országbíró özvegye volt.
1910-ben 380 magyar lakosa volt, amelyből 373 római katolikus, 4 izraelita volt.
A 20. század elején Zala vármegye Tapolcai járásához tartozott.

## Nevezetességei
- Hegyesdi várrom (14. század)[3]
- Műemlék kőhíd (19. század)[4]
- Trianon emlékmű (2020)

## Közélete

### Polgármesterei
- 1990–1994: Kiss Zsigmond (független)[5]
- 1994–1998: Kiss Zsigmond (független)[6]
- 1998–2002: Stark Sándor (független)[7]
- 2002–2006: Stark Sándor (független)[8]
- 2006–2010: Stark Sándor (független)[9]
- 2010–2014: Stark Sándor (független)[10]
- 2014–2019: Stark Sándor (független)[11]
- 2019–2024: Stark Sándor (független)[12]
- 2024– : Adrián Szabolcs (független)[1]

## Népesség
A település népességének változása:
| Lakosok száma | 162  | 158  | 146  | 159  | 159  | 155  | 156  |
|               | 2013 | 2014 | 2015 | 2021 | 2022 | 2023 | 2024 |

A 2011-es népszámlálás során a lakosok 96,2%-a magyarnak, 1,3% németnek mondta magát (3,8% nem nyilatkozott; a kettős identitások miatt az végösszeg nagyobb lehet 100%-nál). A vallási megoszlás a következő volt: római katolikus 78,2%, református 5,1% felekezeten kívüli 9% (6,4% nem nyilatkozott).
2022-ben a lakosság 89,3%-a vallotta magát magyarnak, 3,8% németnek, 5% egyéb, nem hazai nemzetiségűnek (9,4% nem nyilatkozott; a kettős identitások miatt a végösszeg nagyobb lehet 100%-nál). Vallásuk szerint 44,7% volt római katolikus, 2,5% református, 1,3% izraelita, 14,5% felekezeten kívüli (36,5% nem válaszolt).

## Régi mondások, falucsúfolók a településről
- Hegyesden a parasztok nem mennek templomba. [Mert (a szólás keletkezésének idején) a falunak nem volt temploma.][15]